# Municipio de Liberty (condado de Grant)
El municipio de Liberty (en inglés: Liberty Township) es un municipio ubicado en el condado de Grant en el estado estadounidense de Indiana. En el año 2010 tenía una población de 1028 habitantes y una densidad poblacional de 9,41 personas por km².

## Geografía
El municipio de Liberty se encuentra ubicado en las coordenadas 40°25′47″N 85°44′21″O / 40.42972, -85.73917. Según la Oficina del Censo de los Estados Unidos, el municipio tiene una superficie total de 109.28 km², de la cual 109,26 km² corresponden a tierra firme y (0,01 %) 0,02 km² es agua.

## Demografía
Según el censo de 2010, había 1028 personas residiendo en el municipio de Liberty. La densidad de población era de 9,41 hab./km². De los 1028 habitantes, el municipio de Liberty estaba compuesto por el 98,15 % blancos, el 0,49 % eran afroamericanos, el 0,39 % eran amerindios y el 0,97 % eran de una mezcla de razas. Del total de la población el 0,78 % eran hispanos o latinos de cualquier raza.